# マーク・フローベイ
マーク・フローベイ（Marc Fleurbaey、1961年10月11日 - ）は、フランスの経済学者で、厚生経済学と規範的経済学の専門家。セーヌ＝マリティーム県メニル＝ラウル出身。

## 概要
1994年以来、フランス、英国と米国で研究職、教職につき、2011年にはプリンストン大学ロバート・E・ケンネ教授に着任、また同学の教授職として人文科学(Humanistic Studies)ならびに広報学(Public Affairs)も担当する。FMSH ( Fondation Maison des Sciences de l'homme（フランス語）) では福祉の経済学学部長も務めた。その前職はフランス国立統計経済研究所所長である(1986年から1994年まで)。
フローベイは現在、福祉経済の分野で最も著名な研究者の一人に数えられ、経済学におけるその大きな貢献とは「責任の経済」と名付けた、責任の概念の研究分野を発展させた点にある。厚生経済学、経済正義、社会的不平等、社会進歩(Social progress)ならびに社会的選択の分野における先駆的な研究でも知名度は高い。哲学への貢献は特に規範的倫理、政治哲学と経済哲学においても著しい。

## 略歴

### 学位
フローベイは哲学修士号をパリテク（1986年）とパリ第10大学（1991年）から、経済学博士号を社会科学高等研究院（1994年）から取得した。

### 職歴
フランス国立統計経済研究所所長 (fr)から、経済学教授としてセルジー＝ポントワーズ大学とポー大学、旧パリ第5大学(現パリ大学)に奉職、フランス国立科学研究センター所長を歴任した。フローベイは2011年にプリンストン大学のウッドロー・ウィルソン公共および国際問題大学院(en)に経済広報担当のロバート・E・ケンネ教授として着任、同学ヒューマンバリューセンター、健康福祉センター、ウィリアム・S・ディートリッヒII世経済理論センターの教授を兼務、プリンストン環境研究所の研究員でもある。

## 公開討論に関与
市民参加の研究者として世界銀行および国連、OECDの委員として貢献し、複数の報告書に寄稿したり編集委員会に参加するなど国内外で役割を果たしてきた。また関連する福祉、社会進歩、公共政策、気候変動などの社会問題について、メディアに定期的に出演して発言している。

### 諮問と報告書

#### 社会進歩に関する国際パネル（IPSP）
300人以上の経済学と社会科学の研究者を集めて国際社会進歩パネル（IPSP）を指揮し、パネルとして21世紀の社会を再考するよう勧告、またグローバル化され相互に関連し合う世界における社会進歩の新しいビジョンを提案する。パネルがもたらした出版物は『IPSPレポート』と『マニフェスト』の2件で、どちらも学際的な観点から構成された。また気候変動に関する政府間パネル（IPCC）の第5次評価報告書（2014年）の編集委員長も務めている。多数の公的機関の中ではフランスのニコラ・サルコジ大統領に通称スティグリッツ委員会の一員に任命された。
フローベイが座長を務めた「国際社会進歩パネル」（IPSP）は、経済学と社会科学の研究者が300人以上集まる。運営委員会にはアマルティア・センに加えてケネス・アロー、ジェームズ・ヘックマンなどノーベル賞受賞者が数名連なる。パネルにはアンソニー・アトキンソン、ホルベア賞受賞社会学者マニュエル・カステル、エドガー・モラン、マイケル・ポーターも参加。

## 著作
- Marc Fleurbaey; Olivier Bouin; Marie-Laure Salles-Djelic; Sanjiv M. Ravi Kanbur; Nowotny, Helga; Elisa Pereira Reis,. International Panel on Social Progress. ed (英語). A Manifesto for Social Progress : ideas for a Better Society. ケンブリッジ大学出版局2018. ISBN 9781108424783. NCID BB2723334X。序文はアマルティア・センによる。邦訳あり。
- Marc Fleurbaey、Matthew Adler (編)、The Oxford Handbook of Well-Being and Public Policy、オックスフォード大学出版局、2016年。ISBN 9780199325818。
- Marc Fleurbaey、Didier Blanchet、Beyond GDP: Measuring Welfare and Assessing Sustainability、オックスフォード大学出版局、2013年。ISBN 9780199767199。
- Marc Fleurbaey、Francois Maniquet、 Equality of Opportunity:The Economics of Responsibility、World Scientific (en)〈World Scientific Series in Economic Theory: Volume 1〉、2012年。ISBN 9814368873。序文はノーベル賞受賞者Eric Maskinによる。
- Marc Fleurbaey、Francois Maniquet、A Theory of Fairness and Social Welfare、 ケンブリッジ大学出版局、ISBN 9780511851971[注釈 6]。
- Marc Fleurbaey、Maurice Salles、John A. Weymark、Justice, political liberalism, and utilitarianism : themes from Harsanyi and Rawls、ケンブリッジ大学出版局、2008年。ISBN 9780521640930、NCID BA8594088X。
- Marc Fleurbaey、Fairness, Responsibility, and Welfare、オックスフォード大学出版局、2012年。ISBN 9780199653591、NCID BB09273976。